# Петнадесети корпус на НОВЮ
Петнадесети корпус на НОВЮ е комунистическа партизанска единица във Вардарска Македония, участвала в така наречената Народоосвободителната войска на Югославия.
Създаден е през октомври 1944 година като втори корпус на НОВ и ПОМ. След 10 ноември 1944 година е преименуван на Петнадесети корпус на НОВЮ. Състои се от Четиридесет и първа и Четиридесет и девета македонска дивизии на НОВЮ. Влиза в битки против в части на ГАЕ, които идват по долината на Вардар от Гърция. Участва в освобождаването на Пелагония, Преспанско, Охридско, Кичевско и Гостиварско. Корпусът е реорганизиран като в състава му са включени Четиридесет и втора и Четиридесет и осма македонска дивизии. От януари 1945 година заминава за Сремския фронт и влиза в състава на Първа армия на югославските партизани. По това време корпусът наброява 22 000 войници и офицери. Разформирован е на 11 април 1945 година и дивизиите му попадат под командването на Първа армия на Югославската армия.

## Командване[2]
- Тихомир Милошевски – командир (от октомври 1944 до 4 януари 1945)
- Алекса Демниевски – командир (от 4 януари 1945)
- Лазар Калайджийски – заместник-командир
- Наум Наумовски – политически комисар
- Бано Русо – Коки – политически комисар (до 4 януари 1945)
- Тихомир Милошевски – командир на 48 дивизия (от октомври 1944 до 4 януари 1945 командир на корпуса)
- Коста Яшмаков, началник-щаб
- Никола Макеларски – командир на първи батальон
- Лиман Каба – заместник-политически комисар на батальон
- Сотир Лютиков
- Петър Пепелюговски
- Вуядин Попович, началник-щаб (от 4 януари 1945 политически комисар)
- Владо Амповски – началник-щаб